# Филип Карл (Ербах-Фюрстенау)
Филип Карл фон Ербах-Фюрстенау (на немски: Philipp Karl von Erbach-Fürstenau; * 14 септември 1677 в Шьонберг; † 2 април 1736 във Фюрстенау) е граф на Ербах-Фюрстенау и Михелщат, господар на Бройберг (1718), генерал-майор на Франконския имперски окръг.
Той е най-възрастният син на граф Георг Албрехт II фон Ербах-Фюрстенау (1648 – 1717) и съпругата му графиня Анна Доротея Христина фон Хоенлое-Валденбург (1656 – 1724), дъщеря на граф Филип Готфрид фон Хоенлое-Валденбург и съпругата му Анна Христиана Шенкин фон Лимпург-Зонтхайм.
Брат е на Карл Вилхелм (1680 – 1714), Георг Вилхелм (1686 – 1757) и Георг Август фон Ербах-Шьонберг (1691 – 1758).
Той умира на 2 април 1736 г. във Фюрстенау и е погребан в Михелщат.

## Фамилия
Филип Карл се жени на 4 декември 1698 г. в Клайнхойбах за фрайин Шарлота Амалия фон Куновиц (* 17 април 1677 в Касел; † 8 юни 1722 във Фюрстенау), дъщеря на граф Йохан Дитрих фон Куновиц (1624 – 1700) и съпругата му графиня Доротея фон Липе-Браке (1633 – 1706), дъщеря на граф Ото фон Липе-Браке и графиня Маргарета фон Насау-Диленбург. Те имат децата:
- Каролина Амалия (1700 – 1758), омъжена на 19 юни 1726 г. във Фюрстенау за херцог Ернст Фридрих II фон Саксония-Хилдбургхаузен (1707 – 1745)
- Хенриета Албертина София Елеонора (1703 – 1704)
- Луиза Елеонора (1705 – 1707)
- Йохан Вилхелм (1707 – 1742)

Филип Карл се жени втори път на Унслебен 22 юли 1723 г. в Унзлебен за фрайин Анна София фон Спесхарт (* 16 септември 1693; † 10 януари 1767 във Фюрстенау), дъщеря на фрайхер Каспар фон Спесхарт цу Унзлебен и Муппарг. Те имат децата:
- Имма (1724 – 1730)
- Шарлота Вилхелмина (1725 – 1739)
- Ернст Лудвиг Егинхард (1726 – 1727)
- Лудвиг II Фридрих Карл Егинхард (1728 – 1794), граф на Ербах, Фрайенщайн, Михелщат, Булау и Щокхайм 1747, женен на 4 февруари 1784 г. за Христина София Кюхлер „Фрау фон Тройберг“
- София Каролина Христина Луиза Елеонора (1730 – 1737)
- Георг Албрехт III (1731 – 1778), граф на Ербах-Фюрстенау, женен на 3 август 1752 г. в Нойщат на Орла за принцеса Йозефа Еберхардина Адолфина фон Шварцбург-Зондерсхаузен (1737 – 1788)
- Филип Карл Дитрих (1733 – 1735)